# Пиа Млакар
Пиа Млакар (Хамбург, 28. децембар 1908 – Љубљана, 24. март 2000) била је словеначка плесачица и кореографкиња. Пиа је била немачког порекла и право име јој је било Марија Луиз Шолц. Одрасла је у породици интелектуалаца, а и сама је била образована. У Дрездену је завршила Лицеј – женску гимназију. Школовала се код Рудолфа вон Лабана, у његовом кореографском институту у Берлину и кореографкиње руског порекла Јелене Пољакове у Београду. Њен целокупни опус и уметнички развој тесно је повезан са њеним мужем, такође плесачем, Пином Млакаром, за кога се удала 1929. године.

## Каријера
Прве ангажмане имала је у Дармштату као члан балетског ансамбла у Ландестеатру, а од 1930. је у Фридрихстеатру у Десауу наступала као солисткиња. Наступала је и у Цириху, где се посебно истакла улогом Јеле у комаду Франа Лотке, Ђаво у селу. Од 1946. до 1952. и од 1954. до 1960. је, заједно са мужем, била на челу балетске трупе СНГ у Љубљани, а у међувремену, од 1952. до 1954. године на челу балетске трупе театра у Минхену.
Била је плесачица велике изражајности, споја модерног експресионизма, романтике и класике. На почетку каријере плесала је главне улоге у балетима, за које је осмишљавала кореографије заједно са супругом Пином.
Као играчки пар су гостовали у Новом Саду, где је 17. марта 1933 године одржано Концертно вече – вече Млакаревих игара у дворани хотела Слобода, у организацији новосадског Црвеног крста. Са својим концертним програмом, под називом Млада пота, представили су се крајем 1932. у више градова у земљи, као и у Прагу и Цириху.  У више наврата заједно са мужем је наступала у Задужбини Илије М. Коларца у Београду.
Пиа је добитница многобројних признања за своје уметничко стваралаштво, а са Пином је два пута награђена Прешерновом наградом, 1949. и 1978. године.

## Улоге
Пиа и Пино Млакар су заједно поставили око 30 балета, од којих 12 целовечерњих, који су извођени да домаћим и страним сценама. Нека од дела у којима је наступала су:
- Петрушка, Игора Стравинског
- El Amor Brujo, Мануела де Фаља
- Тил Ојленшпигел, Рихарда Штрауса
- Легенда о Јосифу, Рихарда Штрауса
- Ђаво у селу, Франа Лотке
- Охридска легенда, Стевана Христића
- Мале играрије, В. А. Моцарта
- Симфонијско коло, Јакова Готовца
- Пепељуга, Сергеја Прокофјева

- Кнегиња, у балету Франа Лотке Балада о једној средњовјековној љубави, који је награђен бронзаном медаљом на првом светском такмичењу кореографа у Паризу 1932. године.
- Херц дама, у балету Игора Стравинског Игра карата (1938)
- Прва жена, у Бетовеновом делу Прометејева бића (1938)
- Самосталне кореографије су Плесач у оковима, коју је извела без музичке пратње (1956) и Дафнис и Хлое Мориса Равела (Љубљана, 1960)